# سورینام در المپیک تابستانی ۲۰۲۴
کاروان المپیکی سورینام، یکی از کاروان‌های شرکت‌کننده در بازی‌های المپیک تابستانی ۲۰۲۴ بود. این دوره از بازی‌ها از ۲۶ ژوئیه تا ۱۱ اوت ۲۰۲۴ (۵ تا ۲۱ امرداد ۱۴۰۳ خورشیدی) به میزبانی پاریس، پایتخت فرانسه برگزار شد. کاروان سورینام در این دوره، پانزدهمین حضور خود را تجربه کرد و در پایان، مانند هشت دوره پیش، موفق به کسب مدال نشد.‌
سورینام، المپیک ۱۹۸۰ مسکو را در حمایت از تحریم شوروی توسط ایالات متحده، تحریم کرد.

## شرکت‌کنندگان
فهرست زیر به ورزشکاران این کاروان اشاره دارد.
| ورزش        | مردان | زنان | مجموع |
| ----------- | ----- | ---- | ----- |
| دو و میدانی | ۱     | ۰    | ۱     |
| بدمینتون    | ۱     | ۰    | ۱     |
| دوچرخه‌سواری | ۱     | ۰    | ۱     |
| شنا         | ۱     | ۱    | ۲     |
| مجموع       | ۴     | ۱    | ۵     |